# 伍德拜恩 (新澤西州)
伍德拜恩（英語：Woodbine）是位於美國新澤西州開普梅縣的自治市鎮。

## 人口
根據2020年美國人口普查的數據，伍德拜恩的面積為20.77平方千米，皆為陸地。當地共有人口2128人，而人口密度為每平方千米102人。